# Planneralm
Planneralm est une petite station de ski située dans l'ouest du Land de Styrie en Autriche.
En 2008, Planneralm ne disposait pas de canon à neige; son activité était donc entièrement dépendante de l'enneigement naturel. 
Les conditions d'enneigement sont toutefois relativement garanties du fait de l'altitude du domaine skiable, entouré de sommets culminant à près de 2 200 m d'altitude. La station est la plus haute de Styrie.
Le domaine skiable dispose de pistes variées, agréables et relativement peu fréquentées, dans un petit cirque montagneux ensoleillé. De nombreuses possibilités de ski hors-piste sont également offertes, à la fois sur les hauteurs du domaine et en forêt.
Un skibus gratuit fait la navette une fois par jour depuis la vallée, entre Wörschach, Stainach, Irdning, Donnersbach et Planneralm.
La Planneralm est membre des regroupements de stations de ski Steiermark Joker et Schneebärenland.
Les remontées mécaniques, dont deux télésièges de construction moderne, transportent près de 1,6 million de passagers chaque année.

## Histoire
- 1908 : la société alpine Die Reichensteiner construit le chalet Plannerhütte; le ski de fond commence à y être pratiqué.
- 1930 : la première école de ski est créée.
- 1940 : les chalets de la Planneralm servent de camps d'entrainement militaire à la jeunesse hitlérienne de Vienne.
- 1953 : pose de la croix française sur le mont Gstemmerspitze, en mémoire de l'accident survenu à Jean Plas.
- 1954 : construction de la première remontée mécanique.
- 1961 : construction par l'armée de la maison Oberst-Pommer-Haus.
- 1963 : ouverture de la route à péage.
- 1991 : création du regroupement de stations Schneebärenland.
- 1995 : création d'une piste de ski de fond, d'un chemin de randonnée hivernale et d'une piste de luge.
- 2000 : construction des deux télésièges 4 places Rotbühelbahn et Plannereckbahn.